# Yucumí
Yucumí är en ort i Mexiko.   Den ligger i kommunen San Juan Mixtepec -Dto. 08 - och delstaten Oaxaca, i den sydöstra delen av landet, 280 km sydost om huvudstaden Mexico City. Yucumí ligger 2 055 meter över havet och antalet invånare är 141.
Terrängen runt Yucumí är kuperad. Runt Yucumí är det ganska glesbefolkat, med 43 invånare per kvadratkilometer. Närmaste större samhälle är Heroica Ciudad de Tlaxiaco, 12,8 km öster om Yucumí. I omgivningarna runt Yucumí växer huvudsakligen savannskog.